# Laredo (Missouri)
Laredo és una població dels Estats Units a l'estat de Missouri. Segons el cens del 2000 tenia 250 habitants.

## Demografia
Segons el cens del 2000, Laredo tenia 250 habitants, 113 habitatges, i 69 famílies. La densitat de població era de 357,5 habitants per km².
Dels 113 habitatges en un 23% hi vivien nens de menys de 18 anys, en un 49,6% hi vivien parelles casades, en un 8% dones solteres, i en un 38,9% no eren unitats familiars. En el 37,2% dels habitatges hi vivien persones soles el 23,9% de les quals corresponia a persones de 65 anys o més que vivien soles. El nombre mitjà de persones vivint en cada habitatge era de 2,21 i el nombre mitjà de persones que vivien en cada família era de 2,88.
Per edats la població es repartia de la següent manera: un 25,6% tenia menys de 18 anys, un 5,6% entre 18 i 24, un 24,4% entre 25 i 44, un 24,4% de 45 a 60 i un 20% 65 anys o més.
L'edat mediana era de 41 anys. Per cada 100 dones de 18 o més anys hi havia 91,8 homes.
La renda mediana per habitatge era de 20.536 $ i la renda mediana per família de 29.688 $. Els homes tenien una renda mediana de 23.828 $ mentre que les dones 16.250 $. La renda per capita de la població era de 12.451 $. Entorn del 13,4% de les famílies i el 19,6% de la població estaven per davall del llindar de pobresa.

## Poblacions més properes
El següent diagrama mostra les poblacions més properes.